# Melounový steak
Melounové steaky jsou grilované plátky melounu. Kuchařky někdy doporučují melounový steak jako náhradu masa pro vegetariány. Meloun však není nutriční náhradou tradičního steaku, protože neobsahuje bílkoviny a další živiny, které jsou obsaženy v mase.

## Úprava
Plátky melounu se připravují buď grilováním, smažením, pečením nebo zapékáním. V závislosti na způsobu úpravy může příprava trvat od několika minut až několik hodin.
Pokud se meloun peče, může vzniknout konzistence podobná syrové rybě; Robert Nadeau, recenzent bostonského The Phoenix, přirovnal grilovaný meloun k syrovému tuňákovi. Dodal, že chuť ovoce „není sladká, i když není ani masitá, ale proniká do něj dostatek hnědé barvy, aby trochu připomínal kus masa. Při dobré tepelné úpravě se většina vody z melounu odpaří, čímž se zkoncentruje chuť a textura. Meloun díky tomu zůstává křehký.